# Verkhneuslonsky (distrito)
Verkhneuslonsky (em russo:  Верхнеуслонский райо́н; em tártaro:  Югары Ослан районы) é um distrito do Tartaristão, uma das repúblicas da Rússia.